# Llista de peixos del riu Orinoco

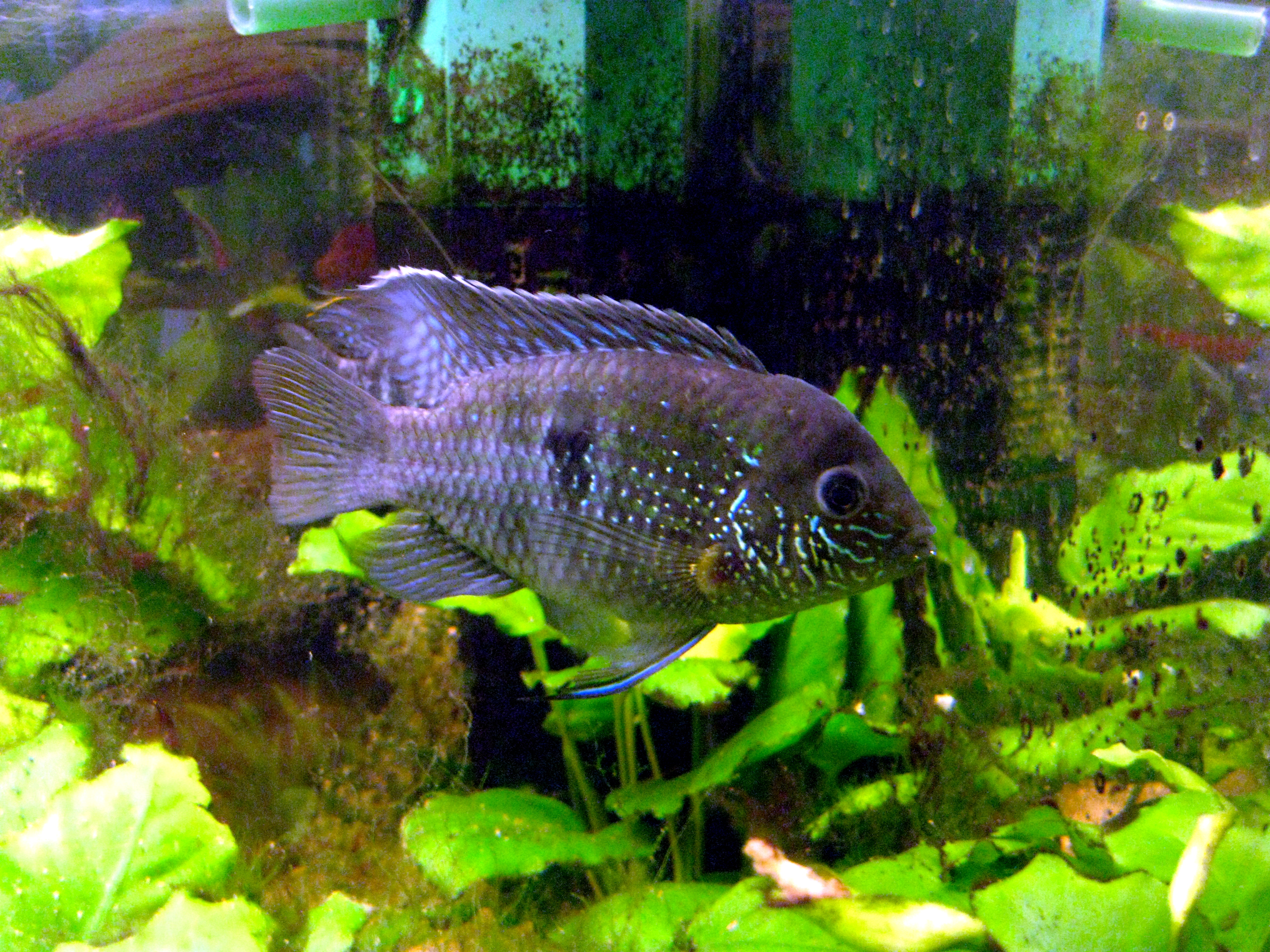
Aequidens pulcher

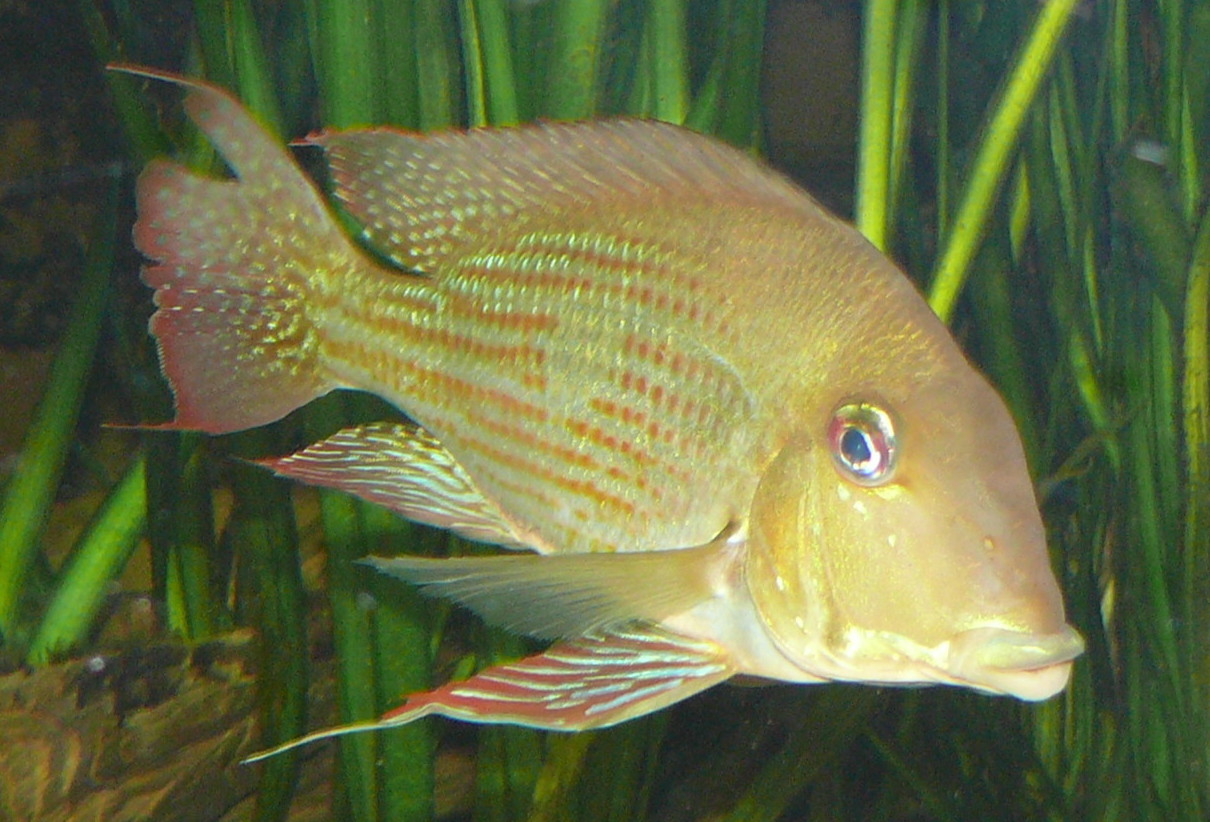
Satanoperca daemon

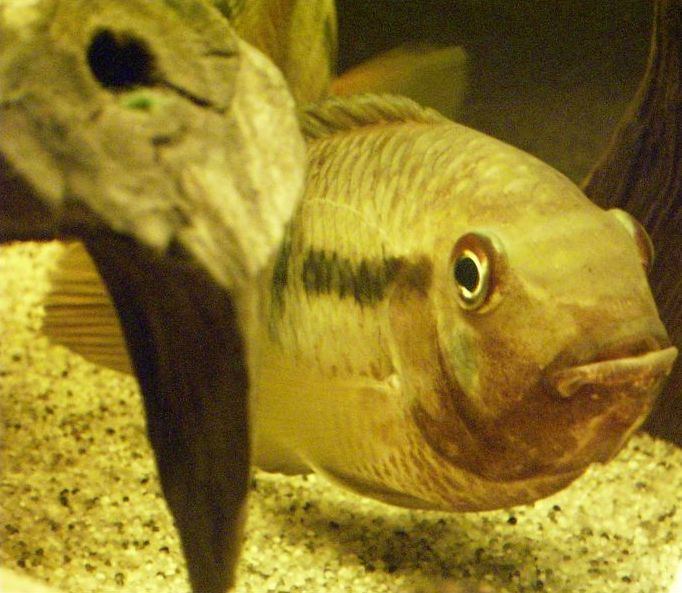
Aequidens tetramerus

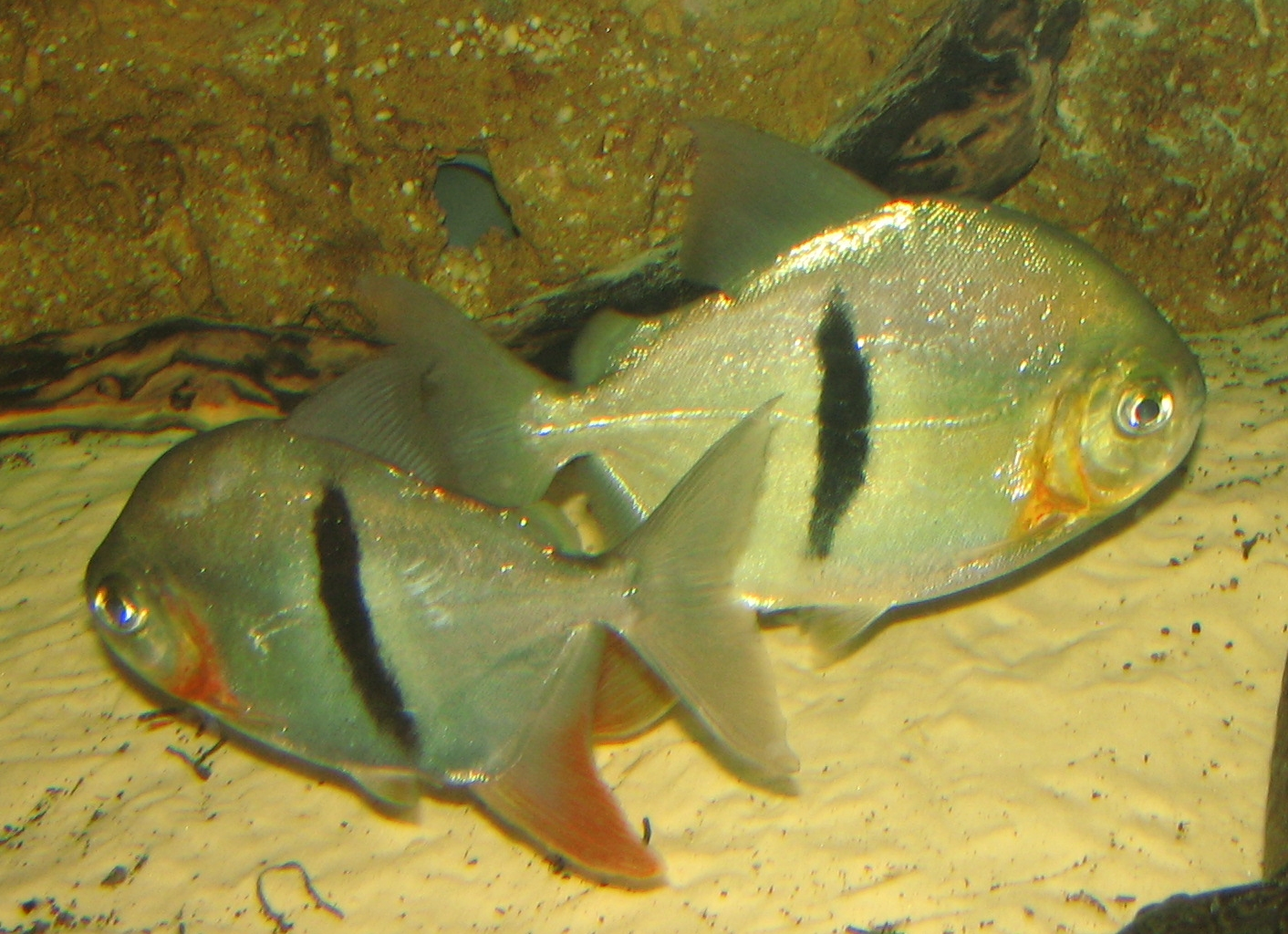
Myleus schomburgkii

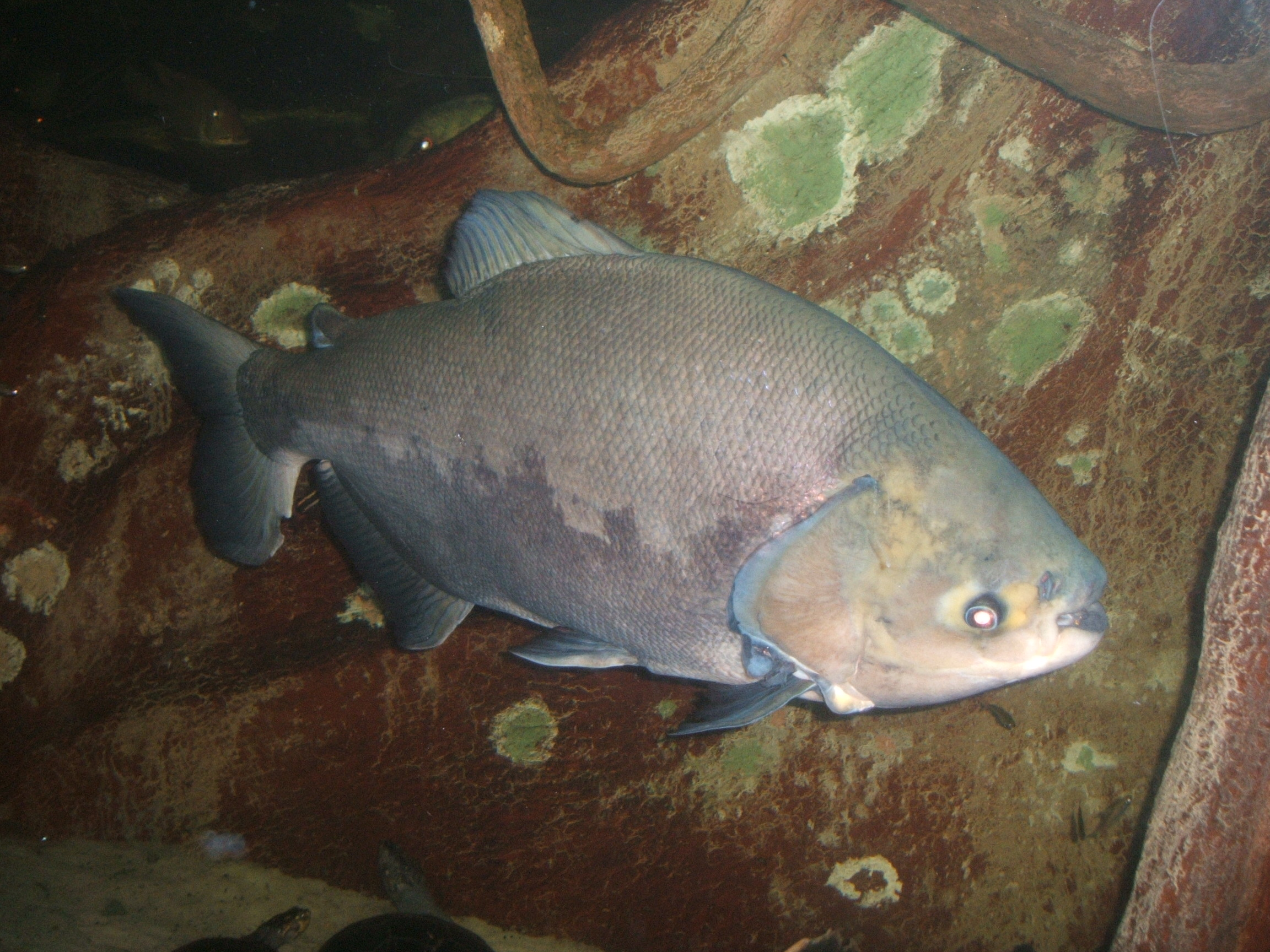
Piaractus brachypomus

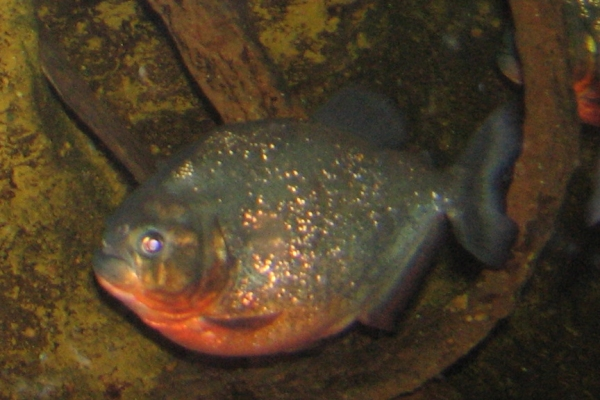
Pygocentrus cariba

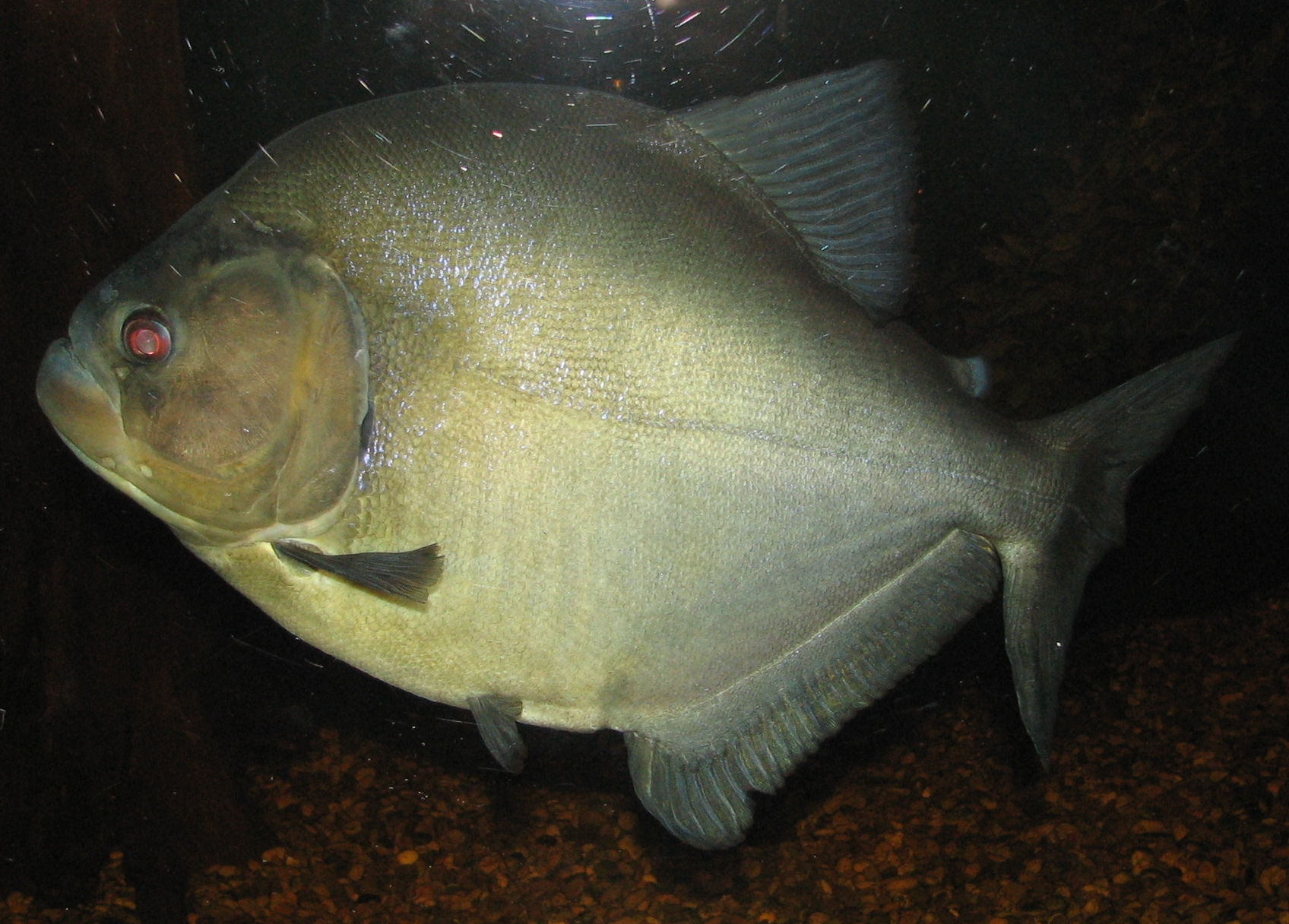
Serrasalmus rhombeus

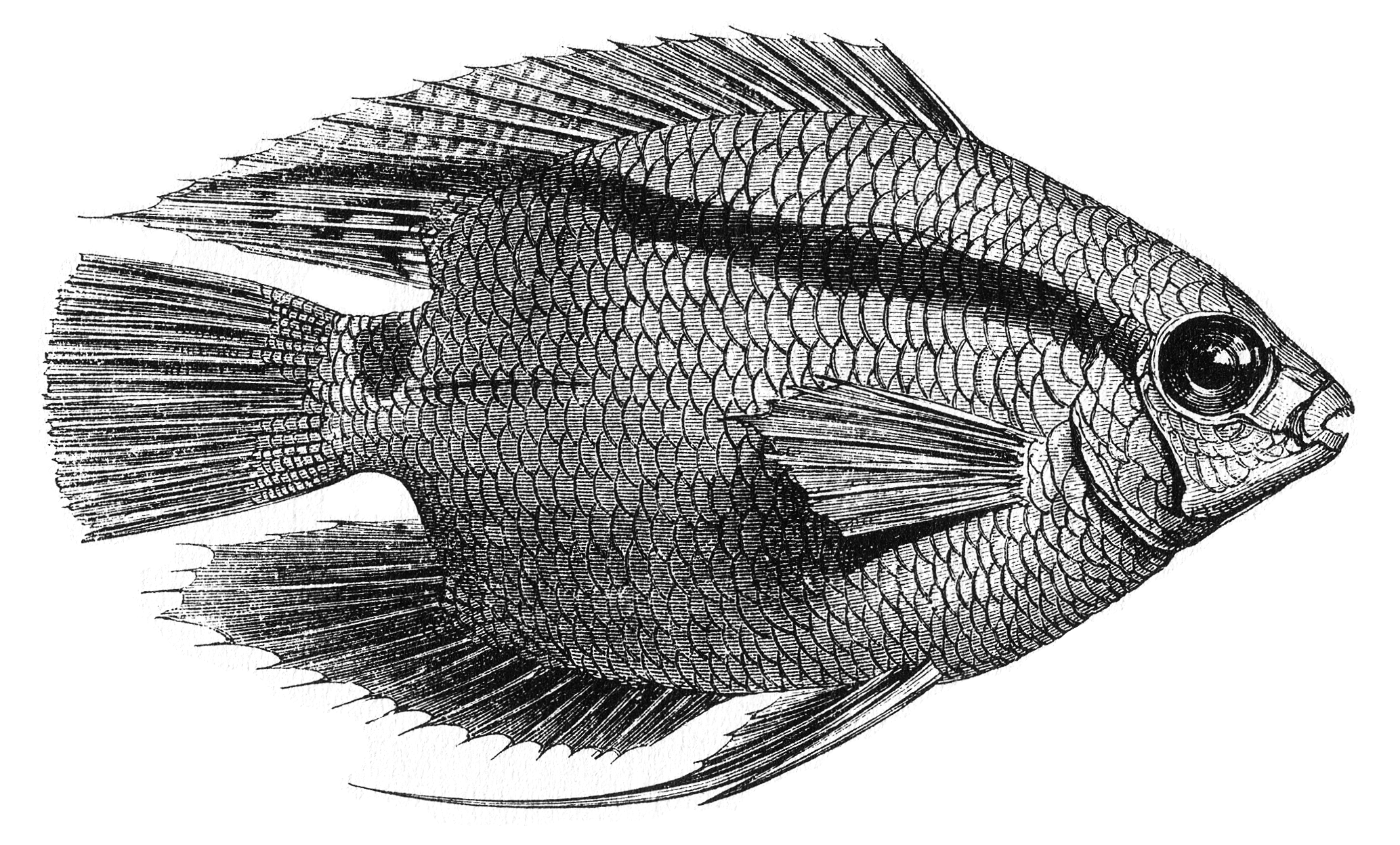
Mesonauta insignis

Aquesta llista de peixos del riu Orinoco inclou les 548 espècies de peixos que es poden trobar al riu Orinoco, a Veneçuela i Colòmbia, ordenades per l'ordre alfabètic de llur nom científic.

## A
- Abramites hypselonotus
- Acanthobunocephalus nicoi
- Acaronia vultuosa
- Acestridium colombiense
- Acestridium dichromum
- Acestridium martini
- Acestrocephalus ginesi
- Acestrorhynchus falcatus
- Acestrorhynchus falcirostris
- Acestrorhynchus grandoculis
- Acestrorhynchus heterolepis
- Acestrorhynchus microlepis
- Acestrorhynchus minimus
- Acestrorhynchus nasutus
- Achirus novoae
- Adontosternarchus devenanzii
- Adontosternarchus sachsi
- Aequidens chimantanus
- Aequidens diadema
- Aequidens metae
- Aequidens pulcher
- Aequidens tetramerus
- Ageneiosus vittatus
- Amblydoras bolivarensis
- Amblydoras gonzalezi
- Ammocryptocharax elegans
- Ammocryptocharax minutus
- Ammocryptocharax vintonae
- Anchoviella guianensis
- Anchoviella jamesi
- Anchoviella manamensis
- Anchoviella perezi
- Ancistrus gymnorhynchus
- Ancistrus macrophthalmus
- Ancistrus triradiatus
- Anduzedoras oxyrhynchus
- Anodus orinocensis
- Anostomoides atrianalis
- Anostomus anostomus
- Anostomus ternetzi
- Apareiodon gransabana
- Apareiodon orinocensis
- Aphyocharax colifax
- Apionichthys dumerili
- Apionichthys menezesi
- Apionichthys sauli
- Apistogramma alacrina
- Apistogramma hoignei
- Apistogramma hongsloi
- Apistogramma iniridae
- Apistogramma inornata
- Apistogramma macmasteri
- Apistogramma velifera
- Apistogramma viejita
- Apistoloricaria laani
- Apistoloricaria listrorhinos
- Apteronotus leptorhynchus
- Apteronotus magoi
- Argonectes longiceps
- Argonectes robertsi
- Aspistor quadriscutis
- Aspredo aspredo
- Asterophysus batrachus
- Astroblepus marmoratus
- Astroblepus micrescens
- Astronotus ocellatus
- Astyanax maximus
- Astyanax myersi
- Astyanax scintillans
- Astyanax siapae
- Aulixidens eugeniae
- Austrofundulus transilis
- Axelrodia riesei

## B
- Baryancistrus beggini
- Batrochoglanis villosus
- Belonion dibranchodon
- Biotodoma wavrini
- Biotoecus dicentrarchus
- Bivibranchia fowleri
- Boulengerella cuvieri
- Boulengerella lateristriga
- Boulengerella lucius
- Boulengerella maculata
- Boulengerella xyrekes
- Brachyglanis frenatus
- Brachyglanis magoi
- Brachyhypopomus beebei
- Brachyhypopomus brevirostris
- Brachyhypopomus bullocki
- Brachyhypopomus diazi
- Brachyhypopomus pinnicaudatus
- Brachyplatystoma platynemum
- Brachyplatystoma rousseauxii
- Brachyrhamdia imitator
- Brycon amazonicus
- Brycon bicolor
- Brycon coquenani
- Brycon falcatus
- Brycon pesu
- Brycon whitei
- Bryconamericus alpha
- Bryconamericus beta
- Bryconamericus cinarucoense
- Bryconamericus cismontanus
- Bryconamericus cristiani
- Bryconamericus deuterodonoides
- Bryconamericus orinocoense
- Bryconamericus singularis
- Bryconops alburnoides
- Bryconops caudomaculatus
- Bryconops giacopinii
- Bryconops humeralis
- Bujurquina mariae
- Bunocephalus aleuropsis

## C
- Caenotropus labyrinthicus
- Caenotropus mestomorgmatos
- Callichthys serralabium
- Calophysus macropterus
- Carnegiella marthae
- Cathorops spixii
- Catoprion mento
- Centromochlus heckelii
- Ceratobranchia joanae
- Cetopsidium minutum
- Cetopsidium morenoi
- Cetopsidium pemon
- Cetopsis coecutiens
- Cetopsis orinoco
- Cetopsis umbrosa
- Cetopsorhamdia molinae
- Cetopsorhamdia orinoco
- Chaetobranchus flavescens
- Chaetostoma milesi
- Chaetostoma vasquezi
- Chalceus epakros
- Chalceus macrolepidotus
- Characidium boavistae
- Characidium chupa
- Characidium declivirostre
- Characidium steindachneri
- Charax apurensis
- Charax metae
- Charax notulatus
- Chasmocranus chimantanus
- Chasmocranus longior
- Cheirodontops geayi
- Chilodus punctatus
- Cichla intermedia
- Cichla nigromaculata
- Cichla orinocensis
- Cichla temensis
- Cichlasoma bimaculatum
- Cichlasoma orinocense
- Colomesus asellus
- Colossoma macropomum
- Compsaraia compsus
- Copella compta
- Copella eigenmanni
- Copella metae
- Copella nattereri
- Cordylancistrus torbesensis
- Corydoras boehlkei
- Corydoras brevirostris
- Corydoras concolor
- Corydoras delphax
- Corydoras habrosus
- Corydoras osteocarus
- Corydoras septentrionalis
- Creagrutus atratus
- Creagrutus bolivari
- Creagrutus gyrospilus
- Creagrutus magoi
- Creagrutus maxillaris
- Creagrutus melasma
- Creagrutus phasma
- Creagrutus provenzanoi
- Creagrutus taphorni
- Creagrutus veruina
- Creagrutus vexillapinnus
- Creagrutus xiphos
- Crenicichla geayi
- Crenicichla johanna
- Crenicichla sveni
- Crenuchus spilurus
- Ctenobrycon spilurus
- Curimata cerasina
- Curimata cyprinoides
- Curimata incompta
- Curimata ocellata
- Curimata roseni
- Curimata vittata
- Curimatella dorsalis
- Curimatella immaculata
- Curimatopsis evelynae
- Curimatopsis macrolepis
- Cynodon gibbus
- Cynodon septenarius
- Cynopotamus bipunctatus
- Cyphocharax festivus
- Cyphocharax meniscaprorus
- Cyphocharax multilineatus
- Cyphocharax oenas

## D
- Dekeyseria niveata
- Dekeyseria pulchra
- Dentectus barbarmatus
- Denticetopsis seducta
- Dicrossus filamentosus
- Duopalatinus peruanus

## E
- Eigenmannia virescens
- Elachocharax pulcher
- Electrophorus electricus
- Epapterus blohmi
- Ernstichthys anduzei
- Exallodontus aguanai
- Exastilithoxus fimbriatus

## F
- Farlowella colombiensis
- Farlowella mariaelenae
- Farlowella oxyrryncha
- Farlowella venezuelensis
- Farlowella vittata

## G
- Gelanoglanis nanonocticolus
- Gelanoglanis stroudi
- Geophagus dicrozoster
- Geophagus grammepareius
- Geophagus taeniopareius
- Gladioglanis machadoi
- Glanapteryx anguilla
- Gnathocharax steindachneri
- Gnathodolus bidens
- Goeldiella eques
- Gymnocorymbus bondi
- Gymnocorymbus thayeri
- Gymnorhamphichthys hypostomus
- Gymnorhamphichthys rondoni
- Gymnotichthys hildae
- Gymnotus anguillaris
- Gymnotus cataniapo
- Gymnotus coropinae

## H
- Harttia merevari
- Hassar orestis
- Helogenes castaneus
- Hemiancistrus guahiborum
- Hemibrycon metae
- Hemigrammus analis
- Hemigrammus barrigonae
- Hemigrammus elegans
- Hemigrammus marginatus
- Hemigrammus micropterus
- Hemigrammus microstomus
- Hemigrammus mimus
- Hemigrammus newboldi
- Hemigrammus rhodostomus
- Hemigrammus schmardae
- Hemigrammus stictus
- Hemigrammus taphorni
- Hemigrammus unilineatus
- Hemiodus argenteus
- Hemiodus gracilis
- Hemiodus immaculatus
- Hemiodus microlepis
- Hemiodus semitaeniatus
- Hemiodus thayeria
- Hemisorubim platyrhynchos
- Henonemus triacanthopomus
- Heros severus
- Heterocharax leptogrammus
- Heterocharax macrolepis
- Heterocharax virgulatus
- Hoplarchus psittacus
- Hoplerythrinus unitaeniatus
- Hoplias aimara
- Hoplias curupira
- Hoplias macrophthalmus
- Hoplomyzon sexpapilostoma
- Hoplosternum littorale
- Hydrolycus armatus
- Hydrolycus tatauaia
- Hydrolycus wallacei
- Hypancistrus contradens
- Hypancistrus debilittera
- Hypancistrus furunculus
- Hypancistrus inspector
- Hypancistrus lunaorum
- Hyphessobrycon albolineatum
- Hyphessobrycon diancistrus
- Hyphessobrycon epicharis
- Hyphessobrycon metae
- Hyphessobrycon sweglesi
- Hypoclinemus mentalis
- Hypophthalmus edentatus
- Hypophthalmus marginatus
- Hypopygus lepturus
- Hyporhamphus brederi
- Hypostomus hemicochliodon
- Hypostomus sculpodon
- Hypselecara coryphaenoides

## I
- Iguanodectes adujai
- Iguanodectes geisleri
- Iguanodectes spilurus
- Imparfinis nemacheir
- Imparfinis pristos
- Imparfinis pseudonemacheir
- Ituglanis guayaberensis

## J
- Jupiaba abramoides
- Jupiaba scologaster

## K
- Knodus meridae

## L
- Laemolyta fernandezi
- Laemolyta orinocensis
- Laemolyta taeniata
- Laetacara fulvipinnis
- Lamontichthys llanero
- Lasiancistrus tentaculatus
- Leiarius marmoratus
- Leporacanthicus galaxias
- Leporacanthicus triactis
- Leporellus vittatus
- Leporinus brunneus
- Leporinus latofasciatus
- Leporinus ortomaculatus
- Leporinus punctatus
- Leporinus y-ophorus
- Leptocharacidium omospilus
- Leptodoras copei
- Leptodoras hasemani
- Leptodoras linnelli
- Leptodoras nelsoni
- Leptodoras praelongus
- Leptodoras rogersae
- Limatulichthys griseus
- Lithoxus jantjae
- Llanolebias stellifer
- Loricaria simillima
- Loricariichthys brunneus
- Lycengraulis batesii

## M
- Markiana geayi
- Mastiglanis asopos
- Megalechis thoracata
- Megalocentor echthrus
- Megalodoras guayoensis
- Megalonema orixanthum
- Megalonema platycephalum
- Melanocharacidium compressus
- Melanocharacidium depressum
- Melanocharacidium dispilomma
- Melanocharacidium melanopteron
- Melanocharacidium pectorale
- Mesonauta egregius
- Mesonauta insignis
- Metynnis orinocensis
- Microcharacidium gnomus
- Microcharacidium weitzmani
- Micromoema xiphophora
- Microphilypnus ternetzi
- Microschemobrycon callops
- Microschemobrycon casiquiare
- Microsternarchus bilineatus
- Mikrogeophagus ramirezi
- Moenkhausia copei
- Moenkhausia dichroura
- Moenkhausia intermedia
- Moenkhausia lepidura
- Moenkhausia metae
- Mylesinus schomburgkii
- Myleus lobatus
- Myleus schomburgkii
- Myleus setiger
- Myleus torquatus
- Myloplus rubripinnis
- Mylossoma aureum
- Mylossoma duriventre

## N
- Nannacara quadrispinae
- Nannoptopoma spectabile
- Nannostomus anduzei
- Nannostomus unifasciatus
- Neblinichthys roraima
- Nemadoras leporhinus
- Nemadoras trimaculatus
- Nemuroglanis mariai
- Nemuroglanis pauciradiatus

## O
- Ochmacanthus alternus
- Ochmacanthus orinoco
- Odontostilbe pao
- Odontostilbe pulchra
- Odontostilbe splendida
- Orinocodoras eigenmanni
- Otocinclus huaorani
- Otocinclus vittatus
- Oxydoras sifontesi
- Oxyropsis acutirostra

## P
- Pachypops fourcroi
- Pachyurus gabrielensis
- Pachyurus schomburgkii
- Panaqolus maccus
- Panaque nigrolineatus
- Paracheirodon axelrodi
- Paracheirodon simulans
- Paratrygon aiereba
- Parodon apolinari
- Parodon guyanensis
- Parodon suborbitalis
- Parotocinclus britskii
- Parotocinclus eppleyi
- Peckoltia sabaji
- Pellona flavipinnis
- Phenacorhamdia anisura
- Phenacorhamdia macarenensis
- Phractocephalus hemioliopterus
- Piaractus brachypomus
- Pimelodella cruxenti
- Pimelodella gracilis
- Pimelodella linami
- Pimelodina flavipinnis
- Pimelodus albofasciatus
- Pimelodus blochii
- Pimelodus garciabarrigai
- Pimelodus ornatus
- Pimelodus pictus
- Pinirampus pirinampu
- Plagioscion auratus
- Plagioscion casattii
- Plagioscion squamosissimus
- Platydoras costatus
- Platynematichthys notatus
- Platysilurus mucosus
- Poecilocharax weitzmani
- Poptella longipinnis
- Potamorhina altamazonica
- Potamorrhaphis guianensis
- Potamorrhaphis petersi
- Potamotrygon motoro
- Potamotrygon orbignyi
- Potamotrygon schroederi
- Priocharax ariel
- Pristella maxillaris
- Pristobrycon calmoni
- Pristobrycon careospinus
- Pristobrycon striolatus
- Prochilodus mariae
- Psectrogaster ciliata
- Pseudancistrus orinoco
- Pseudanos gracilis
- Pseudanos irinae
- Pseudanos winterbottomi
- Pseudolithoxus anthrax
- Pseudolithoxus dumus
- Pseudolithoxus tigris
- Pseudoplatystoma fasciatum
- Pseudoplatystoma metaense
- Pseudoplatystoma orinocoense
- Pseudostegophilus haemomyzon
- Pseudotylosurus microps
- Pterobunocephalus depressus
- Pterodoras rivasi
- Pterolebias hoignei
- Pterophyllum altum
- Pterygoplichthys gibbiceps
- Pygidianops cuao
- Pygidianops magoi
- Pygocentrus cariba
- Pygocentrus palometa
- Pygopristis denticulata
- Pyrrhulina filamentosa

## R
- Racenisia fimbriipinna
- Rachovia maculipinnis
- Renova oscari
- Rhabdolichops caviceps
- Rhabdolichops eastwardi
- Rhabdolichops electrogrammus
- Rhabdolichops stewarti
- Rhabdolichops zareti
- Rhamdia laukidi
- Rhamdia muelleri
- Rhamphichthys apurensis
- Rhamphichthys drepanium
- Rhaphiodon vulpinus
- Rhinodoras gallagheri
- Rhinosardinia amazonica
- Rhynchodoras castilloi
- Rineloricaria formosa
- Rivulus altivelis
- Rivulus corpulentus
- Rivulus deltaphilus
- Rivulus gransabanae
- Rivulus nicoi
- Rivulus tecminae
- Rivulus tessellatus
- Roeboides araguaito
- Roeboides dayi
- Roeboides dientonito
- Roeboides myersii
- Roeboides numerosus

## S
- Salminus hilarii
- Satanoperca daemon
- Satanoperca mapiritensis
- Schizodon scotorhabdotus
- Schultzichthys bondi
- Schultzichthys gracilis
- Scorpiodoras heckelii
- Semaprochilodus kneri
- Semaprochilodus laticeps
- Serrasalmus altuvei
- Serrasalmus elongatus
- Serrasalmus gouldingi
- Serrasalmus irritans
- Serrasalmus medinai
- Serrasalmus nalseni
- Serrasalmus rhombeus
- Sorubim elongatus
- Sorubim lima
- Steatogenys duidae
- Stegophilus septentrionalis
- Steindachnerina argentea
- Steindachnerina bimaculata
- Steindachnerina guentheri
- Steindachnerina pupula
- Sternarchella orthos
- Sternarchella sima
- Sternarchorhynchus roseni
- Sternopygus astrabes
- Sternopygus macrurus
- Stictorhinus potamius
- Synaptolaemus cingulatus

## T
- Tatia galaxias
- Tatia strigata
- Terranatos dolichopterus
- Tetragonopterus chalceus
- Tetranematichthys wallacei
- Thoracocharax stellatus
- Tometes makue
- Trachelyopterus galeatus
- Trachydoras microstomus
- Trichogaster pectoralis
- Trichomycterus celsae
- Trichomycterus lewi
- Trichomycterus migrans
- Tridensimilis venezuelae
- Triportheus elongatus
- Triportheus orinocensis
- Triportheus venezuelensis
- Typhlobelus lundbergi

## U
- Uaru fernandezyepezi
- Utiaritichthys sennaebragai

## V
- Vandellia beccarii
- Vandellia sanguinea

## X
- Xenagoniates bondi
- Xyliphius lepturus
- Xyliphius melanopterus

## Z
- Zungaro zungaro[1]